# Beaune-les-Mines
Pour les articles homonymes, voir Beaune (homonymie).
Beaune-les-Mines est un quartier de la commune de Limoges (Haute-Vienne), situé au nord du territoire communal, excentré de neuf kilomètres par rapport à la ville-centre. Initialement commune indépendante, le village, qui doit son nom aux mines d'or exploitées essentiellement au XXe siècle, entre 1912 et 1934, a été intégré à Limoges le 10 novembre 1962.
Il est traversé par l'ancienne route nationale 20, aujourd'hui déclassée.

## Géographie
Beaune-les-Mines est situé à onze kilomètres au nord du centre-ville de Limoges, à six kilomètres au nord du bois de la Bastide et à quatre kilomètres et demi au nord de Beaubreuil, entre les communes de Rilhac-Rancon, Bonnac-la-Côte et Chaptelat, non loin de l'autoroute A20.
Le quartier est bordé à l'est par la vallée de la Mazelle, cours d'eau barré par le barrage de la Mazelle formant un lac où la pêche est autorisée.

### Urbanisme
Le « quartier » de Beaune-les-Mines fait encore penser à un village à part entière, de par son relatif isolement, par rapport à Limoges, et de par ses constructions.
Dans les années 1970, Beaune-les-Mines était un village de campagne, avec son église d'architecture romane, dont le clocher surplombait la campagne.
La fin des années 1970 a vu le village livré à l'urbanisation, jusqu'à quelques mètres de l'église. En 2008 l'église — qui n'est pas protégée — est menacée par une zone artisanale, prévue en contrebas du barrage sur la Mazelle.
Beaune-les-Mines est désormais une vaste zone pavillonnaire, victime de l'étalement urbain expansif de la banlieue de Limoges et du mitage, comme ses voisines Rilhac-Rancon, Bonnac-la-Côte, Chaptelat...
La première zone a été construite à Beaune-les-Mines selon un plan urbain, entre la place de l'église et la RN 20 dans les années 1970, avec des rues, des maisons obéissant à un règlement et à une harmonie[réf. nécessaire].
Les zones suivantes, plus au nord, le long de l'ancienne RN 20 ou plus au sud, vers Limoges, n'obéissent à aucun plan urbain.
Un centre commercial construit dans des bâtiments métalliques a accentué, dans les années 2000, l'impression de « bétonnage » ainsi que les centaines de maisons construites tout autour.

## Toponymie
Beaune est l'évolution étymologique du mot gaulois latinisé « Belena », issu du dieu gaulois Belenos, divinité des eaux vives.
Le décret du 9 juin 1933 adjoint le complément toponymique -les-Mines à Beaune.

## Historique

### L'ancienne commune

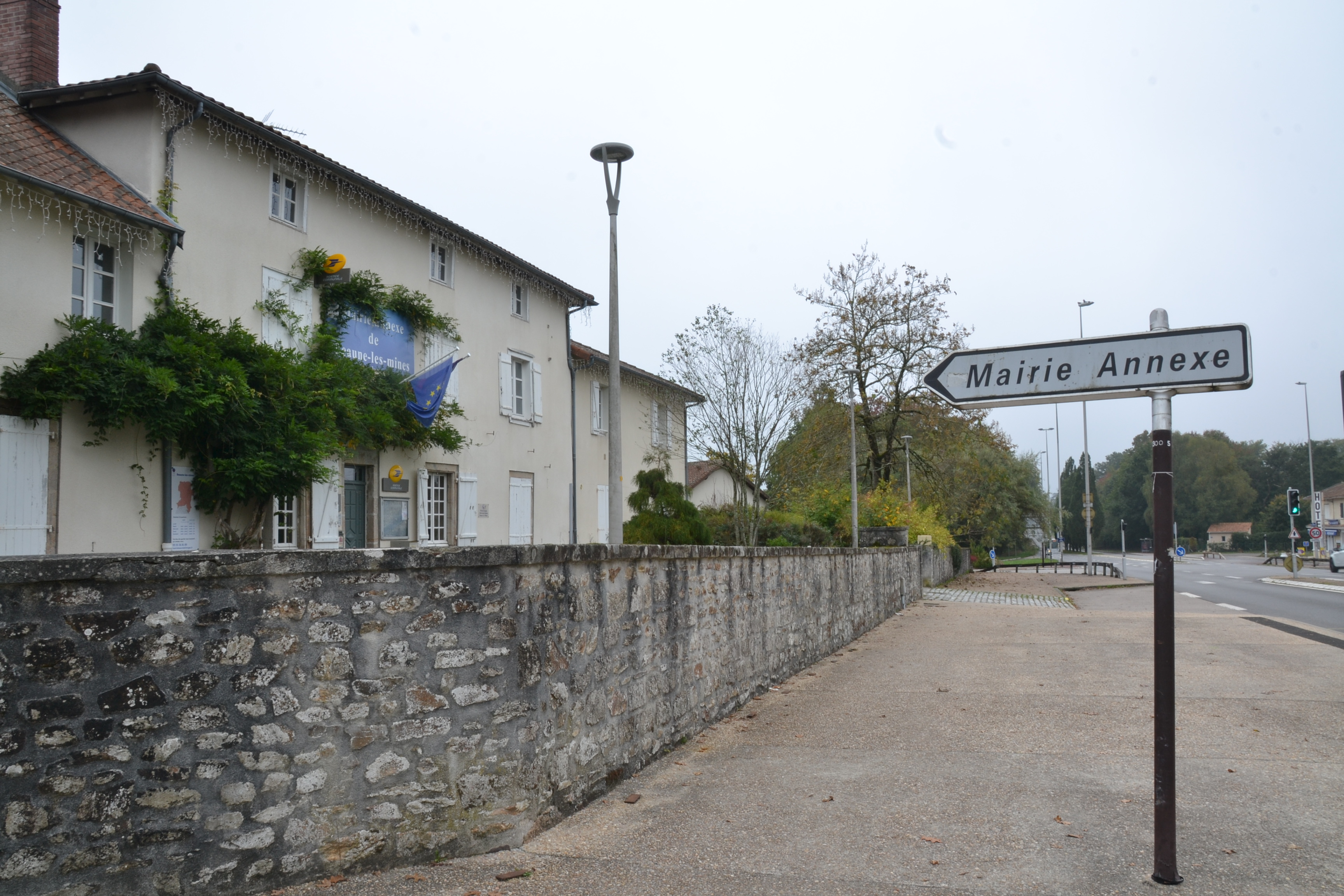
Ancienne mairie de Beaune, devenue mairie annexe de Limoges.

Beaune est une ancienne commune indépendante, rattachée à celle de Limoges conformément au décret du 3 novembre 1962.
De 1901 à 1962, la commune de Beaune appartenait au canton d'Ambazac. À son rattachement à Limoges, en 1962, elle est intégrée au canton de Limoges-Nord, puis à celui de Limoges-Couzeix en 1973, avant de finalement rejoindre celui de Limoges-Vigenal en 1985. En 2015, la refonte de la carte cantonale intègre finalement Beaune au canton de Limoges-4.

### Le filon aurifère

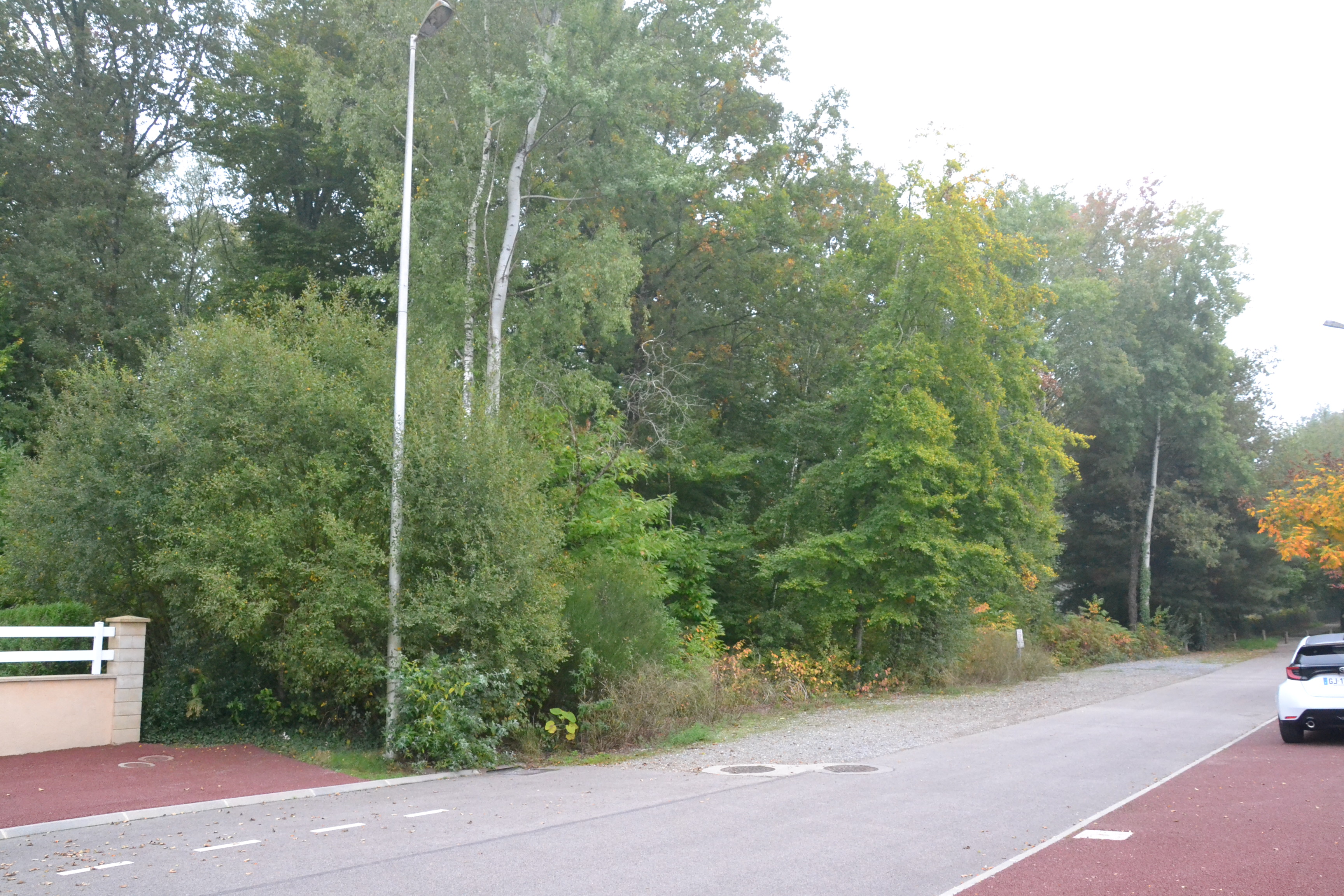
Végétation ayant envahi un ancien site minier à Beaune.

Le filon aurifère a été exploité dès l’Antiquité. L’exhaure de la mine de Beaune était assurée par une vis d'Archimède. L’exploitation de ces mines a été arrêtée après la conquête romaine.
Le district minier aurifère nord-limousin s'étend sur près de 3 000 km2 au nord de Limoges et comprend, à l’ouest, les anciennes mines de Vaulry et de Cieux et, d'autre part, celles de La Petite Faye, de Baugiraud, de Beaune et d’Ambazac.
L'or de Beaune est sous forme d'arsénopyrite aurifère (exploitée pour l'or, l'arsénopyrite aurifère est également le plus important minerai d'arsenic). L'exploitation des mines d'or a entrainé une forte pollution des eaux et sédiments à l'arsenic.

## Démographie
Seuls les chiffres d'avant la réunification avec Limoges sont disponibles.
Malgré cela, avec le fort développement résidentiel des dernières années on peut estimer la population actuelle à plus de 3 000 personnes en 2010.
| 1806  | 1820 | 1876 | 1881 | 1886 | 1891 | 1896 | 1901 | 1906 |
| ----- | ---- | ---- | ---- | ---- | ---- | ---- | ---- | ---- |
| 1 065 | 597  | 661  | 677  | 730  | 773  | 758  | 763  | 751  |

| 1911 | 1921 | 1926 | 1931 | 1936 | 1946 | 1954 | - | - |
| ---- | ---- | ---- | ---- | ---- | ---- | ---- | - | - |
| 792  | 724  | 755  | 695  | 679  | 727  | 792  | - | - |

## Accès
Le bourg est desservi par une ligne d'autobus de Limoges, la 18, et par l'autoroute A20, accessible par les sorties  27 (Bonnac-la-Côte, en venant du nord) et  28 (Rilhac-Rancon, en venant du sud).